# Gratitude (album)
Albums de Earth, Wind & Fire
That's the Way of the World
(1975) Spirit
(1976)
Singles
1. Sing a Song
Sortie : novembre 1975
2. Can't Hide Love
Sortie : mars 1976

Gratitude est le premier album live du groupe américain Earth, Wind and Fire, sorti le 11 novembre 1975 chez Columbia Records.
L'album s'est classé à la première place des classements Billboard Top Soul Albums (pendant six semaines) et Billboard 200 (pendant trois semaines). Gratitude a également été certifié triple disque de platine aux États-Unis par la RIAA.

## Contexte et enregistrement
Gratitude est coproduit par Maurice White et Charles Stepney (en). Joe Wissert (en) assure également la production pour les titres enregistrés en public. Il est sorti à l'origine comme double album. Gratitude se compose essentiellement de chansons enregistrées en concert ainsi que de cinq morceaux, Sunshine, Sing a Song, Gratitude, Celebrate et Can't Hide Love, qui sont nouvellement enregistrés en studio,.

## Liste des titres
| 1. | Introduction by MC Perry Jones | Perry Jones                                       | 0:21 |
| 2. | Africano/Power                 | - Larry Dunn (Africano) - Maurice White           | 5:56 |
| 3. | Yearnin' Learnin'              | - Philip Bailey - Charles Stepney - Maurice White | 4:16 |
| 4. | Devotion                       | - Bailey - Maurice White                          | 5:07 |

| 5. | Sun Goddess           | - Jon Lind - Maurice White         | 7:41 |
| 6. | Reasons               | - Bailey - Stepney - Maurice White | 8:23 |
| 7. | Sing a Message to You | Maurice White                      | 1:19 |

| 8.  | Shining Star       | - Bailey - Maurice White - Dunn            | 4:55 |
| 9.  | New World Symphony | - Maurice White - Verdine White            | 9:28 |
| 10. | Sunshine*          | - Maurice White - Bailey - Dunn - Al McKay | 4:24 |

| 11. | Sing a Song*     | - McKay - Maurice White                         | 3:23 |
| 12. | Gratitude*       | - Bailey - Maurice White - Dunn - Verdine White | 3:23 |
| 13. | Celebrate*       | - Bailey - Charles Stepney - Maurice White      | 3:06 |
| 14. | Can't Hide Love* | Skip Scarborough                                | 4:10 |

Note
- * : indique une chanson enregistrée en studio

## Crédits
- Philip Bailey – chant, congas, percussion
- Larry Dunn – orgue, piano, Moog
- Johnny Graham – guitare
- Michael Harris – trompette
- Ralph Johnson – batterie, percussion
- Perry Jones – voix parlée (1)
- Al McKay – guitare, percussion
- Don Myrick – saxophone
- Louis Satterfield – trombone
- Fred White – batterie, percussion
- Maurice White – chant, batterie, timbales, kalimba
- Verdine White – chant, bass, percussion
- Andrew Woolfolk – percussion, saxophone

Production
- Maurice White – production, mixage
- Charles Stepney (en) – production, arrangements
- Joe Wissert (en) – production (titres en concert)
- George Massenburg (en) – ingénieur du son, mixage
- Shusei Nagaoka – illustration

Crédits adaptés du livret de l'album.

## Classements et certifications
| Classement (1975–76)       | Meilleure position |
| -------------------------- | ------------------ |
| Canada (RPM 100 Albums)    | 37                 |
| États-Unis (Billboard 200) | 1                  |
| États-Unis (Top Soul LPs)  | 1                  |
| Japon (Oricon)             | 58                 |

| Classement (1976)          | Position |
| -------------------------- | -------- |
| États-Unis (Billboard 200) | 10       |
| États-Unis (Top Soul LPs)  | 2        |

### Certifications
| Région                                | Certification | Ventes/Streams |
| ------------------------------------- | ------------- | -------------- |
| États-Unis (RIAA)                     | 3 × Platine   | 3 000 000^     |
| ^Mise en rayon selon la certification |               |                |